# Süchbátarský ajmag
Süchbátarský ajmag (mongolsky Сүхбаатар аймаг) je jedním z 21 ajmagů v Mongolsku. Nachází se v jihovýchodní části země, sousedí s Čínou, Východogobijským ajmagem, Chentijským ajmagem a Východním ajmagem a jeho hranice měří 1 340 km. Ajmag má rozlohu 82 287 km². 

## Geografie
Ajmag byl vytvořen 20. února 1943 a pojmenován na počest Damdina Süchbátara. Podle sčítání z roku 2022 žije na jeho území 65 000 obyvatel, z nichž většinu tvoří Darigangové. Hlavním městem je Barún-Urt. Ajmag je rozdělen na třináct somonů: Asgat, Barún-Urt, Bajandelger, Dariganga, Erdenecagán, Halzan, Mönchchín, Naran, Ongon, Süchbátar, Tümencogt, Tüvšinširee a Úlbajan.
Krajinu tvoří převážně kopcovitá step, na území ajmagu zasahuje také poušť Gobi. Nacházejí se zde více než dvě stovky vyhaslých sopek, nejvyšším vrcholem je Šilijn Bogd (1 778 m n. m.). Jezero Ganga núr je chráněno jako významné ptačí území. Step obývají dzereni, vlci a korsakové, v horských oblastech žije argali altajský. Časté jsou zde nálezy zkamenělin. 

## Hospodářství
Süchbátarský ajmag patří k nejchudším částem Mongolska, hrubý domácí produkt činí 200 miliard dolarů. Obyvatelé se živí převážně pastevectvím, těží se zde uhlí a zinek. V regionu chybějí zpevněné cesty, doprava je možná jen na koni nebo v terénním automobilu.
Oblast je spojena s legendární postavou Toroje, zvaného „mongolský Robin Hood“. Erdenemandal byl proslulý díky budhistickému klášteru, který byl zrušen za komunistického režimu. 